# Friedrich-Ludwig-Jahn-Medaille
Die Friedrich-Ludwig-Jahn-Medaille war eine nichtstaatliche Auszeichnung  des Deutschen Turn- und Sportbundes (DTSB) der Deutschen Demokratischen Republik, die 1961 als höchste Auszeichnung des DTSB gestiftet wurde. Sie war Nachfolger der bis 1961 verliehenen Ernst-Grube-Medaille.

## Aussehen
Die Medaille mit einem Durchmesser von 32 mm ist vergoldet und zeigt auf ihrem Avers das Kopfporträt von Friedrich Ludwig Jahn sowie die links darunter liegende dreizeilige Aufschrift: FRIEDRICH / LUDWIG / JAHN-MEDAILLE. Getragen wurde die Medaille an der linken oberen Brustseite mit einer weiß emaillierte Spange in der Form einer stilisierten modernen Schleife. In den Schleifenenden sind beidseitig je zwei rote senkrechte Mittelstreifen zu sehen, deren Enden jedoch nicht an den Rand der Spange heranreichen. Zwischen diesen Mittelstreifen prangt das Wappen des DTSB. Die Interimspange war von gleicher Beschaffenheit.